# Loccumi kolostor

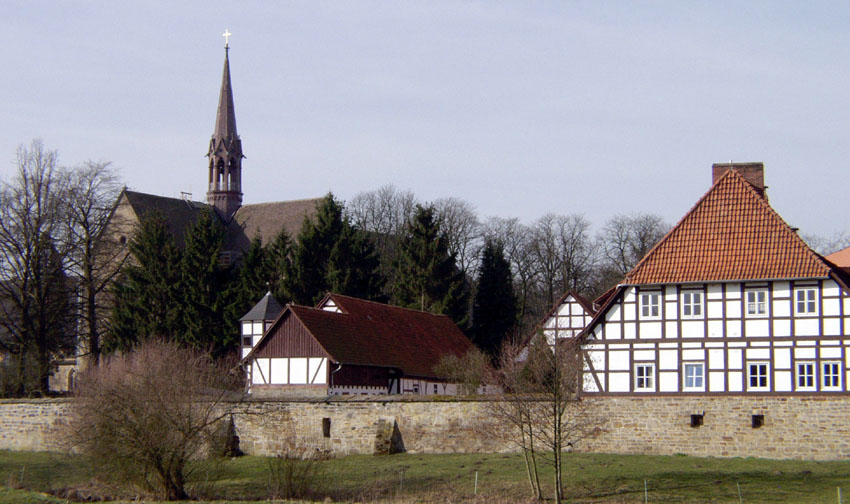
Kloster Loccum

A Loccumi kolostor (Kloster Loccum) egy cisztercita apátság volt Alsó-Szászország-ban, Rehburg-Loccum városban található.

## Fekvése
Rehburg-tól 5 km-re nyugatra fekszik.

## Története
Loccum névadója Luccaburg volt, aminek maradéka egy földvár, körülbelül egy kilométerre délre található a Fuldai kolostor völgyében.
A várat a Lucca dinasztiáról nevezték el. Származási ideje a 9. vagy a 10. századból való. A kastély helye ma egy 40 méter átmérőjű, laza kör alakú domb, 1820-ban, 1893 és 1914-ben folytak itt régészeti vizsgálatok; 2 méter magas és a talajban közel 3 méter mély falmaradványt találtak. A várat valószínűleg elhagyták, még a kolostor építése előtt.
A várdombon 1820 óta emlékmű áll.

A Loccumi kolostor (Kloster Loccum) az itteni ciszterci apátságot 1163-ban alapították. Ekkor egy apát és tizenkét szerzetes érkezett a türingiai Zisterzienserkloster Volkenroda után Loccumba egy új ágát kezdeni itt a rendnek. 
Temploma 1240-1277 között épült, 1854-ben restaurálták. Értékes archivummal, lutheránus szemináriummal és könyvtárral rendelkezett. Épületei ma is használatosak, szemináriumi találkozókként. A kolostor 2013-ban ünnepelte 850 éves évfordulóját.